# Estratónice de Macedonia
Estratónice (Griego:Στρατονίκη;  siglo III a. C.) de Macedonia era hija de Estratónice de Siria y del rey Seléucida Antíoco I Soter (281–261 a. C.). Estuvo casada con Demetrio II (239–229 a. C.), rey de Macedonia. Estratónice dio una hija a Demetrio II, llamada Apama. El periodo de su matrimonio es desconocido, pero parece haber permanecido en Macedonia hasta aproximadamente 239 a. C., cuando abandonó a Demetrio, a causa del segundo matrimonio de este con Phthia, la hija de Olympias, y se retiró a Siria. Aquí en vano incitó a su sobrino Seleuco II Calinico (246–225 a. C.) para que vengase el insulto sufrido por ella, y declarase la guerra contra el rey macedonio. Según otra fuente,  esperaba inducir a Seleuco a casarse con ella,pero el monarca estaba completamente ocupado con la recuperación de Babilonia y las provincias superiores del imperio. Mientras estaba así comprometido, Estratónice aprovechó su ausencia para levantar una revuelta contra él en Antioquía, pero fue fácilmente expulsada de aquella ciudad al regreso de Seleuco, y se refugió en Seleucia, donde fue asediada, hecha prisionera, y condenada a muerte.